# Dürrnbachhorn
Das Dürrnbachhorn ist ein Berg in den Chiemgauer Alpen, über dessen Gipfelgrat die Grenze zwischen Bayern und Salzburg verläuft. Seine Höhe beträgt 1776 m ü. NHN beziehungsweise 1776 m ü. A.

## Etymologie
Das Dürrnbachhorn ist nach dem Dürrnbach benannt, welcher oberhalb der Dürrnbachalm auf knapp 1500 Meter Höhe entspringt und die Westseite des Berges nach Westsüdwest in Richtung Seegatterl entwässert, wo er rechtsseitig in die Schwarzlofer mündet.

## Geographische Lage
Das Dürrnbachhorn ähnelt geomorphologisch stark dem weiter östlich gelegenen Sonntagshorn (1961 m) sowie dem Reifelberg (1883 m) und Vorderlahnerkopf (1907 m). Es weist nach Süden gleichmäßig geneigte Hänge mit Wäldern, Wiesen und Latschenfeldern auf, zeigt aber nach Norden hin steile Abstürze, die in die tief eingerissenen Wilden Hausgräben übergehen.
Über den Hauptgipfel des Dürrnbachhorns verläuft die Grenze zwischen der Salzburger Gemeinde Unken sowie der bayrischen Gemeinde Ruhpolding. Der Gipfelgrat bildet außerdem die Wasserscheide zwischen Alz und Salzach. Das Gebiet der bayrischen Gemeinde Reit im Winkl erstreckt sich bis zum niedrigeren Westgipfel (1767 m). Am Westgipfel teilt sich der Grat nach Nordwesten und Westen in Richtung Lembergschneid und nach Südsüdwest in Richtung Dürrnbacheck (1593 m). Der Hauptgrat setzt sich nach der Lembergschneid dann über den Lemberg (1491 m) weiter nach Westen fort, verliert aber stufenweise an Höhe und endet am Rohreck auf 1354 Meter nordöstlich des Dürrnbachkopfs (1195 m). Vom Hauptgipfel zieht der Grat weiter nach Osten zum Wildalphorn (1736 m). Hinter dem Ostgipfel des Wildalphorns (1690 m) teilt sich der Grat erneut in einen Nordostzweig zur Kreuzschneid (1609 m) und Fahsteigenschneid (1562 m) sowie in einen Südostzweig, der über Ochsenlahnerkopf (1500 m) und Grenzkendlkopf (1365 m) zum Fischbach (795 m) ins Heutal hinunterzieht.

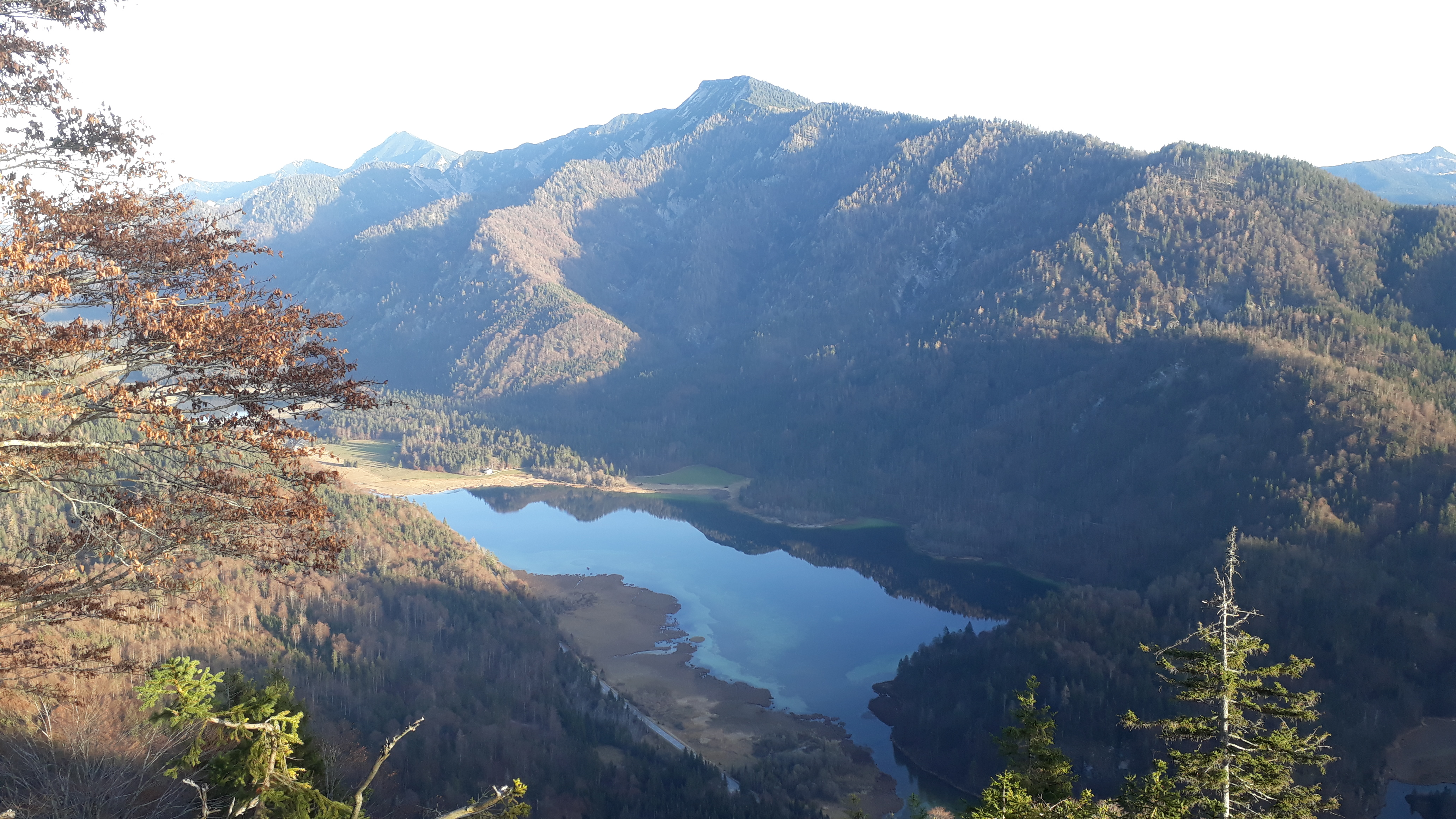
Das Dürrnbachhorn gesehen vom Stuhlkopf im Westnordwesten. Im Vordergrund der Weitsee. Links im Hintergrund lugt das Sonntagshorn-Massiv hervor. Schön zu erkennen die beiden Nordflanken-Gratsysteme zum Hausgrabenkopf und zum Richtstrichkopf.

Nördlich des Dürrnbachhorns liegt das Dreiseengebiet mit dem Weitsee, Mittersee und Lödensee, die vom Gipfelkreuz aus gut zu sehen sind. Es entwässert ausgehend vom Lödensee unterirdisch zum Tal der Seetraun. Im Westen zieht vom Sattel der Lembergschneid (1642 m) ein Gratstück in nordnordwestlicher Richtung zum Hausgrabenkopf (1412 m), der die Dreiseen dominiert. Das bereits angesprochene Gratstück weiter im Osten gabelt sich erneut am Nordende der Kreuzschneid – nach Norden zum Hochbrunstkopf (1499 m) und weiter zum Richtstrichkopf (1322 m) sowie weiter nach Nordnordost über Fahsteigenschneid und Fischbachschneid zum Saurüsselkopf (1270 m). Diese wild zerrissene Nordflanke des Dürrnbachhorn-Massivs wird sowohl von den Hausgräben (Rohreckhausgraben und Wilde Hausgräben) als auch vom Langen Sand und seinen Nebenflüssen zu den Dreiseen hin entwässert. Der Lange Sand entsteht an der Nordflanke zwischen Lembergschneid-Sattel und Hauptgipfel und endet mit einem Delta am Nordostende des Lödensees. Direkt unterhalb des Hauptgipfels geht eine beeindruckende Schuttreiße nach Nordnordosten ab, die ebenfalls als Langer Sand angesprochen wird. Sie führt aber nur bei Starkregen Wasser und mündet dann nach gut 1,5 Kilometer von rechts in den eigentlichen Langen Sand.
Vom Gratstück zwischen dem Hauptgipfel und dem Wildalphorn zieht nach Süden ein wenig markanter Südgrat zum Gimplingsattel (1524 m) herab und läuft dann sehr flach weiter bis zum Hochgimpling (1530 m). Im Talgrund zwischen Wildalphorn und Hochgimpling südöstlich des Dürrnbachhorns liegt die Wildalm, die bereits zum Salzburger Heutal gehört. Um die Südseite des Berges gruppieren sich mit der Dürrnbachalm in Bayern und der Finsterbachalm in Salzburg zwei weitere größere Almgebiete.
Nach Südwesten bildet der weitläufige Sattel auf der Winklmoos-Alm (1146 m) eine Verbindung zur Steinplatte (1869 m).

## Zugang
Das Dürrnbachhorn ist von Süden eine unschwierige Bergwanderung und durch mehrere markierte Wanderwege erschlossen. Von der Winklmoos-Alm (oder von Seegatterl) führt ein markierter Weg über die Dürrnbachalm und über den Gipfelgrat von Westen auf den Gipfel. Vom Heutal gelangt man über die Wildalm und über den Gipfelgrat von Osten auf den Gipfel. Im Winter werden diese Anstiege häufig als Skitour begangen. Die erste direkte Besteigung von der alpinistisch anspruchsvollen Nordseite gelang Walter Schmidkunz am 4. September 1906.

## Touristische Erschließung
Das Dürrnbachhorn ist von zwei Seiten mit Liftanlagen erschlossen. 1959 wurde ein Einer-Sesselift (Winklmoos-Sesselbahn) von der Winklmoos-Alm auf den Dürrnbacheck-Grat südwestlich des Hauptgipfels eröffnet. Ursprünglich für den Skibetrieb auf der Dürrnbachalm gebaut ist der Lift nur noch in den Sommermonaten in Betrieb und bietet ein Restaurant an der Gipfelstation (1610 m). Vom Heutal wurden 1971 drei Schlepplifte (Heutal-Lifte) über die Wildalm auf den Riegerkaser (rund 1530 m) südöstlich des Hauptgipfels errichtet (Wildalmlift 1, 2 und 3). Pläne zur Zusammenschließung und Errichtung einer Skischaukel werden seit 1973 wiederholt hervorgebracht.

## Geologischer Aufbau
Das Dürrnbachhorn ist Teil der Staufen-Höllengebirgs-Decke des Tirolikums und wird aus Hauptdolomit und Plattenkalk aufgebaut. Generelles Einfallen der Schichten ist nach Süden. In tieferen Lagen auf der Südseite des Berges tritt auch noch die Kössen-Formation in Erscheinung. Der Hauptdolomit im Liegenden nimmt die Nordflanke des Berges ein und reicht bis an die Dreiseen heran. Der überlagernde Plattenkalk findet sich – abgesehen von kleineren Unterbrechungen – ab der Lembergschneid am gesamten Gratstück bis hin zum Ochsenlahnerkopf. Die Kössen-Formation des Hangenden tritt am Dürrnbacheck bis herunter zur Winklmoos-Alm auf und ist auch am Oberlauf des Dürrnbachs verbreitet. Sie erscheint in mehreren Fazies. Neben der Normalfazies, die den größten Teil stellt, ist die Formation als Bankkalk ausgebildet, welcher an der Lembergschneid und am Lemberg ansteht. In der Nähe der Dürrnbachalm und am Oberlauf des Dürrnbachs ist auch Kössener Mergel ausgebildet. Es werden mehrere Störungen vermutet, die vor allem im Hauptdolomit auftreten. Die Richtungen dieser Brüche verlaufen Nordnordost (überwiegend), Nordost, Nord und Nordwest (selten).
Das Dürrnbachhorn befindet sich etwa 4,5 Kilometer südlich der Deckenstirn der Staufen-Höllengebirgsdecke, die an der Nordseite der Hörndlwand in Richtung Rauschberg weiterzieht. Die Deckenstirn besitzt einen resistenten Kern aus Wettersteinkalk, dem meist Raibler Schichten aufliegen. Unmittelbar südlich bildet dieser Kern die große Antiklinale des Hochkienberg-Sattels, deren Südflanke steil ins Dreiseengebiet abfällt. Kurz vor Erreichen der Seen tritt an der Südflanke auch erstmals Hauptdolomit in Erscheinung, der dann die gesamte Nordflanke des Dürrnbachhorn-Massivs unterlagert (der Hauptdolomit hat ein riesiges Verbreitungsgebiet, das von Reit im Winkl bis nach Bad Reichenhall reicht). Etwa 3,5 Kilometer südlich des Hauptgipfels wird bereits die Achse der Unkener Synklinale angetroffen, die hier nach Osten und Südosten streicht. Die recht flache und weite Muldenstruktur besteht im Gegensatz zum triassischen Rest der Decke vorwiegend aus Sedimenten des Juras und der Unterkreide.
Während der Würm- und auch der Riß-Kaltzeit umströmten Ferneismassen das Dürrnbachhorn-Massiv. So zog durch das Dreiseengebiet ein Abzweig des Tiroler-Achen-Gletschers ins Tal der Seetraun. Durch das Fischbachtal strömte ein Seitenast des Saalach-Gletschers nach Norden. Von den Gletschern zurückgelassener Till findet sich beispielsweise östlich des Weitsees in den Rohreck-Hausgräben, am Hausgraben unterhalb der Wimmeralm-Diensthütte, am Fahsteigengraben und an der Winklmoos-Alm. An der Winklmoos-Alm deuten Moränenablagerungen sogar auf einen Lokalgletscher hin. Die riesigen Schuttstrommassen am Langen Sand stammen im Wesentlichen aus dem Holozän, reichen aber womöglich bis ins Pleistozän zurück. Sie werden von holozänem Hangschutt gesäumt.

## Ökologie
Die deutsche Nordseite des Dürrnbachhorns liegt seit 1955 im nahezu 100 Quadratkilometer großen Naturschutzgebiet Östliche Chiemgauer Alpen (Nummer NSG-00069.01), welches gleichzeitig als Vogelschutzgebiet fungiert. Die Südabdachung des Berges zwischen Staatsgrenze und Südgrat gehört unter den Nummern 53 und 54 zu den Saalforsten. Das Gebiet reicht bis in die Niederung östlich der Winklmoos-Alm herab. Die noch als Dornpacheck bezeichnete Nummer 53 ist 67,7 Hektar groß, die Nummer 54 (Finsterbach) 216,6 Hektar. Beide Distrikte werden dem Revier Unken 2 der Katastralgemeinde Gföll zugerechnet. Der vom Hausgrabenkopf ausgehende Wilde Hausgraben wurde an seinem Lauf bis zur Mündung in den Lödensee unter der Nummer 189R032 vom Bayerischen Landesamt für Umwelt (LfU) als 2.520.000 Quadratmeter großes Geotop (Länge 4200 Meter, Breite 600 Meter) ausgewiesen. Das Gebiet fungiert gleichzeitig als FFH-Gebiet. Der Schwemmfächer des Wilden Hausgrabens schiebt sich jetzt immer weiter in den Lödensee vor, dem somit Verlandung droht. Das Dürrnbachhorn-Massiv ist eines der letzten verbliebenen Steinadler-Brutreviere Deutschlands. Ein Beobachtungspunkt befindet sich etwa 200 Meter nördlich unterhalb des Hauptgipfels. Außerdem ist der Berg Teil des Naturwaldes Kraxenbach. 